# Lachnaea rupestris
Lachnaea rupestris är en tibastväxtart som beskrevs av Beyers. Lachnaea rupestris ingår i släktet Lachnaea och familjen tibastväxter. Inga underarter finns listade i Catalogue of Life.